# IC 1894
IC 1894 је лентикуларна галаксија у сазвјежђу Ован која се налази на листи објеката дубоког неба у Индекс каталогу.
Деклинација објекта је + 19° 36' 26" а ректасцензија 3h 10m 25,4s. Привидна величина (магнитуда) објекта IC 1894 износи 14,6 а фотографска магнитуда 15,6. IC 1894 је још познат и под ознакама CGCG 464-6, NPM1G +19.0105, PGC 11857.